# Bernhard Hugo Lentz
Bernhard Hugo Lentz  (* 29. November 1828 in Hamburg; † 4. November 1903) war ein Wasserbauingenieur und Leiter der Hafenbauverwaltung im Amt Ritzebüttel.

## Biografie
Lentz war der vierte Sohn des Maklers Ernst Constantin. Er besuchte die Hamburger Gelehrtenschule, machte eine zweijährige Lehre bei einem Hamburger Ingenieur und beteiligte sich an vorarbeiten der Neumünster-Neustädter Eisenbahn. Von 1847 bis 1850 studierte er Bauwissenschaft an der polytechnischen Schule in München. Bei der Lübeck-Büchener Eisenbahngesellschaft entwarf er die Lauenburger Eisenbahnbrücke.
1853 wechselte er in die Hamburger Schifffahrts- und Hafendeputation, für die er 1854–1855 ein Präzisions-Nivellement von Hamburg nach Cuxhaven durchführte. 1858 wurde er Wasserbauinspektor.
Im Juli 1864 wechselte er an die Wasserbauinspektion Cuxhaven. Seine Arbeiten waren 1864 der Neubau der Alten Liebe, 1865 bis 1868 der Umbau des Alten Hafens, die Versetzung und der Neubau der Kugelbake, 1866/67 der Kugelbakedamm, 1875 die Zeitballsäulen, 1883 das Semaphor und 1892 bis 1995 der ehemalige Neue Hafen mit den sogenannten Cassions (Senkkästen). 1902 ging er in Pension.
Lentz war seit 1861 verheiratet mit Franzisca Lentz, der Tochter des Amtmannes auf Schloss Ritzebüttel, Senator August Christian Theodor Meier; beide hatten zehn Kinder.

## Ehrungen
- Die Lentzstraße und der Lentzkai in Cuxhaven erhielten seinen Namen.

## Veröffentlichungen
- Die Balkenbrücken von Schmiedeeisen. 1853
- Fluth und Ebbe und die Wirkungen des Windes auf den Meeresspiegel. Hamburg, Otto Meissner, 1879